# KkStB 86
A kkStB 86 sorozat egy szertartályosgőzmozdony-sorozat volt a Császári és Királyi Osztrák Államvasutaknál (kkStB).
A három mozdony a Krauss linzi gyárában készült 1905-ben és 1908-ban. A különbség az első és a továbbiak között a rostélyfelületben volt. Mindhárom mozdony olajtüzelésű volt Joy vezérléssel. A mozdonyokat HÉV forgalmi igények figyelembevételével tervezték (a 86.02-03 a Krainburg HÉV-nél üzemelt), ám nem váltak be, ezért további mozdonyokat nem rendeltek a sorozatból.
1918 után a 86.01 a PKP-hoz, a másik két mozdony a JDŽ-hez került. A PKP már nem sorolta be a mozdonyt, hanem selejtezte. A JDŽ a JDŽ 161 sorozat 001-002 pályaszámait adta nekik.
Meg kell még említeni, hogy a 86 sorozatba korábban még két mozdonyt osztottak be, ám azokat 1889-ben 85.08-09  pályaszámokra számozták át.

## Fordítás
- Ez a szócikk részben vagy egészben  a   kkStB 86 című német Wikipédia-szócikk fordításán alapul.  Az eredeti cikk szerkesztőit annak laptörténete sorolja fel. Ez a jelzés csupán a megfogalmazás eredetét és a szerzői jogokat jelzi, nem szolgál a cikkben szereplő információk forrásmegjelöléseként.